# Čerkut
Čerkut (mađ. Cserkút) je selo u južnoj Mađarskoj.
Zauzima površinu od 6,67 km četvornih.

## Zemljopisni položaj
Nalazi se na 46° 4' sjeverne zemljopisne širine i 18° 8'" istočne zemljopisne dužine. Pečuško zapadno predgrađe Zsebedomb je neposredno južno, a sam Pečuh je 1 km istočno. Pelir (Pelerda) je 3 km južno, Kovasiluš je 2 km sjeverozapadno, Bakonya 3 km sjeverozapadno, Boda je 5 km zapadno, Bičir je 5 km jugozapadno.

## Upravna organizacija
Upravno pripada Pečuškoj mikroregiji u Baranjskoj županiji. Poštanski broj je 7673.

## Stanovništvo
Čerkut ima 430 stanovnika (2001.).

## Vanjske poveznice
- (mađ.) Cserkút Önkormányzatának honlapja
- (mađ.) Cserkút a Vendégvárón  Arhivirana inačica izvorne stranice od 10. ožujka 2007. (Wayback Machine)
- (mađ.) Cserkút bemutatása  Arhivirana inačica izvorne stranice od 27. rujna 2007. (Wayback Machine)
- Čerkut na fallingrain.com